# André Klukhuhn
André Friedrich Wilhelm Klukhuhn (Amsterdam, 17 augustus 1940) is een Nederlandse scheikundige, organisator en publicist.

## Onderzoeker en organisator
Klukhuhn studeerde fysische chemie in Amsterdam. Na zijn promotie op infrarood-spectrofotometrisch onderzoek aan ferro-elektrische  kristallen, vertrok hij in 1973 naar Studium Generale in Utrecht. Reden om zijn vakgebied vaarwel te zeggen was dat hij voor verder onderzoek aangewezen zou zijn op sponsoring van de NAVO, hetgeen hem, naar eigen zeggen, tegen de borst stuitte. In 2005 vertrok Klukhuhn bij het Utrechtse Studium Generale en werd hij enige tijd docent academische vorming bij de opleiding Liberal Arts & Sciences.
Naast zijn universitaire activiteiten werkte André Klukhuhn voor de VPRO-radio (het programma God zij met ons), is hij schrijver van columns (in 2013 voor Het Concertgebouw Magazine) en essays (tussen 1991 en 1993 voor HP/De Tijd) en was hij redacteur van  literair tijdschrift Maatstaf.

## Drie publicaties
Klukhuhn kreeg enige landelijke bekendheid met zijn boek Hypothese van het heden. Wetenschap in de postmoderne tijd (1989), waarin hij, citerend uit zijn persoonlijke correspondentie met Paul Feyerabend, een apocalyptisch beeld schetste van het wetenschappelijk bedrijf. Hij schilderde tevens een ideaal soort wetenschap, die meer dan tegenwoordig maatschappelijke rekenschap zou afleggen en rekening zou houden met de subject-objectscheiding, d.w.z. het fenomeen dat de menselijke geest zowel objectieve als subjectieve kenwijzen heeft. Bij dit laatste dacht Klukhuhn aan de literatuur, met name aan Musils Mann ohne Eigenschaften. Hypothese van het heden eindigt met een pleidooi voor een "literatuurtentamen zonder eigenschappen" en een ambtseed voor alle onderzoekers, analoog aan de Eed van Hippocrates.
Klukhuhns latere werk biedt meer van hetzelfde. In 1995 verscheen een uitbreiding op Hypothese van het heden, getiteld Sterf oude wereld, een overzicht van pogingen die de mens in de loop van de geschiedenis heeft ondernomen om greep te krijgen op zijn omgeving. Door zijn brede opzet, met naast literatuur nu ook aandacht voor de beeldende kunsten, kan het boek worden beschouwd als een neerslag van de ruim dertig jaar die Klukhuhn werkzaam was voor Studium Generale. Een sterk uitgebreide versie van Sterf oude wereld kwam in 2003 in de vorm van Geschiedenis van het denken. Vijf jaar later volgde de derde herziening: Alle mensen heten Janus, dat Klukhuhn aankondigde als een "filosofisch essay", maar dan wel met een omvang van zo'n 900 pagina's. Ook hierin behandelt Klukhuhn aan de hand van de westerse ideeëngeschiedenis de subject-objectscheiding. De titel gebruikt de tweehoofdige Romeinse god Janus als symbool voor deze scheiding. In maart 2013 verscheen van al deze werken een Uitgebreide en definitieve editie, met de titel De algehele geschiedenis van het denken, of het verbond tussen filosofie, wetenschap, kunst en godsdienst.

## Doctoraris
In 1993 probeerde hij samen met Piet Vroon tevergeefs zijn doctorstitel in te leveren als protest tegen de commercialisering van de wetenschap. Directe aanleiding was een eredoctoraat dat door de Universiteit Nyenrode aan Albert Heijn was toegekend. Officieel was dit vanwege de uitvinding van de streepjescode, maar Vroon en Klukhuhn vermoedden dat het feitelijk was omdat Albert Heijn een leerstoel op Nyenrode financierde. Beide geleerden voerden enige tijd de titel doctoraris, "iemand die doctor is geweest".

## Belangrijkste publicaties
- "Electric Field Dependence of a Hydrogen Impurity Mode in SrTiO3", in: Physical Review Letters 25(6):380–383, 1970.
- Temperatuur- en elektries veld afhankelijkheid van het infrarood transmissie spektrum van éénkristallen Sr TiO3:H. Proefschrift Gemeentelijke Universiteit Amsterdam, 1973.
- "Zangzaad voor ra-ra-rationalisten", in: Galileo Galilei, Studium Generale Universiteit Utrecht 1980.
- "Altijd wat nieuws, zelden wat goeds", in: De macht van het nieuwe (1984)
- Hypothese van het heden. Wetenschap in de postmoderne tijd (1989)
- "Hoe postmodern valt een steen? Over wetenschappelijke zekerheid en postmodern relativisme", in: Post-modernism Revisited; de aanloop tot de millenniumwende 2000, Studium Generale Universiteit Utrecht 1995
- Sterf oude wereld. Een inleiding tot de eenentwintigste eeuw (1995)
- "Centauren baren", in: De trots van alfa en beta (1997)
- "Robert Musil, denkende schrijver", in: Denkende schrijvers (1997)
- "Liever de gifbeker; over de universiteit en de markt", in: Ons Erfdeel (1999/1)
- "Arthur Schopenhauer, ontroerende megalomaan", in Schrijvende denkers (2000)
- "Geletterden en gecijferden", in: Eerst de waarheid, dan de schoonheid? (2002)
- Op naar de sterren en daar voorbij! (2002)
- De geschiedenis van het denken. Filosofie, wetenschap, kunst en cultuur van de oudheid tot nu (2003)
- Alle mensen heten Janus. Het verbond tussen filosofie, wetenschap, kunst en godsdienst (2008)
- "Voor de helft van het geld" in: If you're so smart, why aren't you rich... (2008)
- Ongehoorde symfonie; een overzicht van de geschiedenis en de filosofie van de klassieke muziek (2012)
- De algehele geschiedenis van het denken, of het verbond tussen filosofie, wetenschap, kunst en godsdienst (2013)
- De trip naar het morgenland roman (2014)
- Over de grenzen van de rede (2015)
- Licht. De Nederlandse Republiek als bakermat van de Verlichting (2016)
- Berichten uit het feniksnest. Eindtijd of wedergeboorte (2018)
- De vreemde lus. Over bewustzijn en het verbond tussen wetenschap, kunst, filosofie en mystiek (2020)
- De geschiedenis van het westerse denken, Webdocument (2022- blijvend in ontwikkeling)
- Op zoek naar de verloren ziel. Vier essays in een vreemde lus. (2024)